# Carperby-cum-Thoresby
Carperby-cum-Thoresby est une paroisse civile du Yorkshire du Nord, en Angleterre.